# Hersilia clarki
Espèce
Hersilia clarki est une espèce d'araignées aranéomorphes de la famille des Hersiliidae.

## Distribution
Cette espèce est endémique de Zimbabwe.

## Description
Le mâle mesure 5,33 mm.

## Publication originale
- Benoit, 1967 : Révision des espèces africaines du genre Hersilia Sav. et Aud. (Aran.-Hersiliidae). Revue de zoologie et de botanique africaines, vol. 76, p. 1-36.